# Labbeville
Labbeville est une commune française située dans le département du Val-d'Oise en région Île-de-France.

## Géographie

### Description

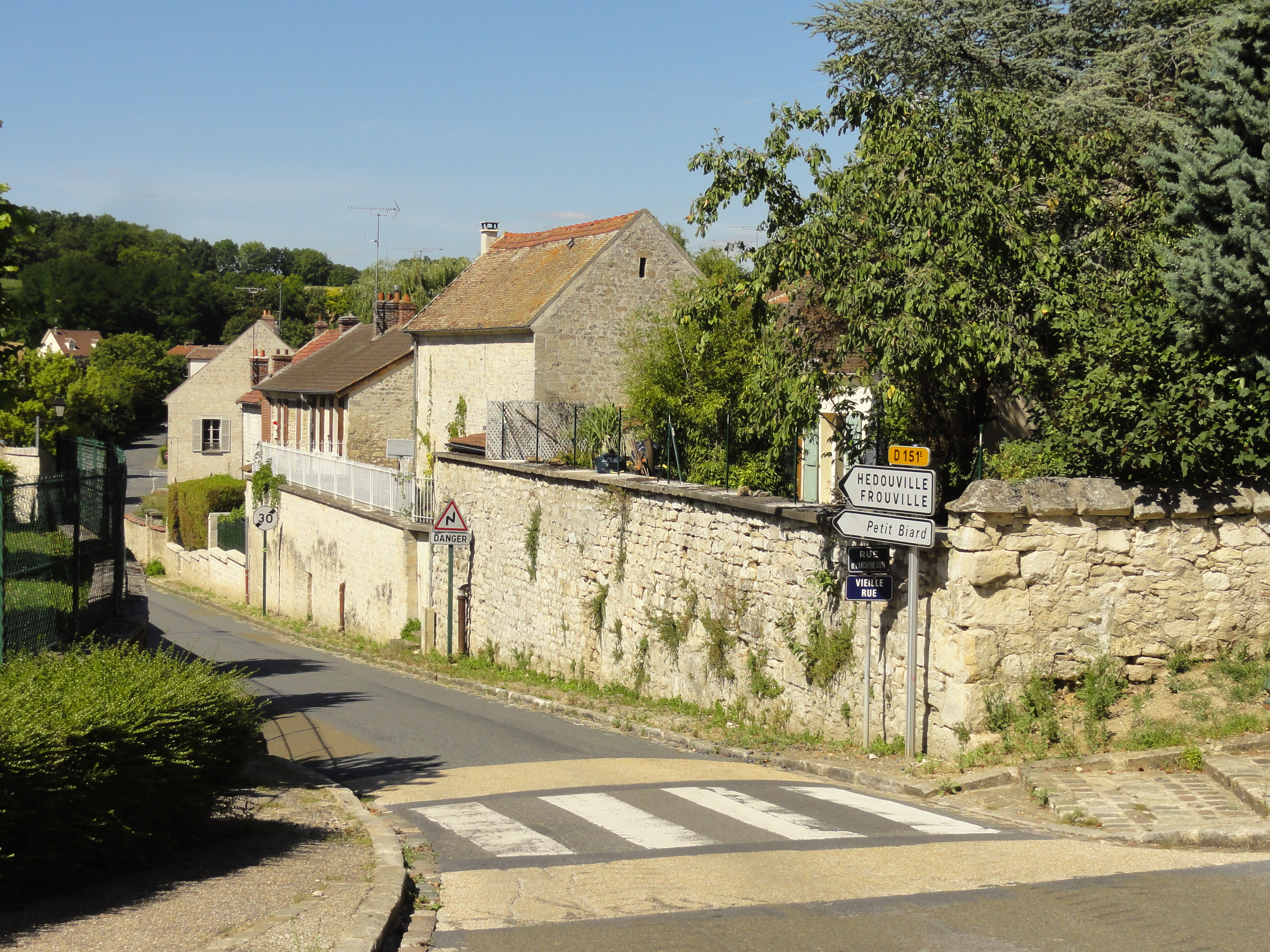
Paysage de la commune : la rue de l'Ancienne gare.

Labbeville est un village périurbain situé dans la vallée du Sausseron, dans l'est du Vexin français. Il est aisément accessible par l'ancienne Route nationale 327 (actuelle RD 927) qui tangente le territoire communal.
Labbeville se trouve à 10 km au nord de Pontoise, 35 km au nord-ouest de Paris, 30 km au sud-est de Gisors et 33 km au sud de Beauvais.
Elle est proche du sentier de grande randonnée 1 (GR 1) auquel elle est reliée par un chemin de randonnée PR qui traverse le village.

### Communes limitrophes
| Menouville    |                     | Frouville        |
| Vallangoujard | Labbeville          | Nesles-la-Vallée |
|               | Hérouville-en-Vexin |                  |

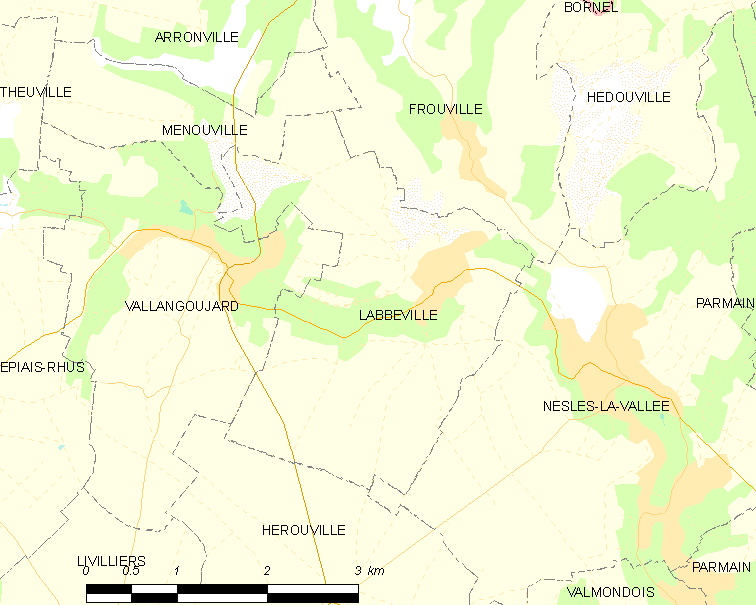
Carte de la commune.
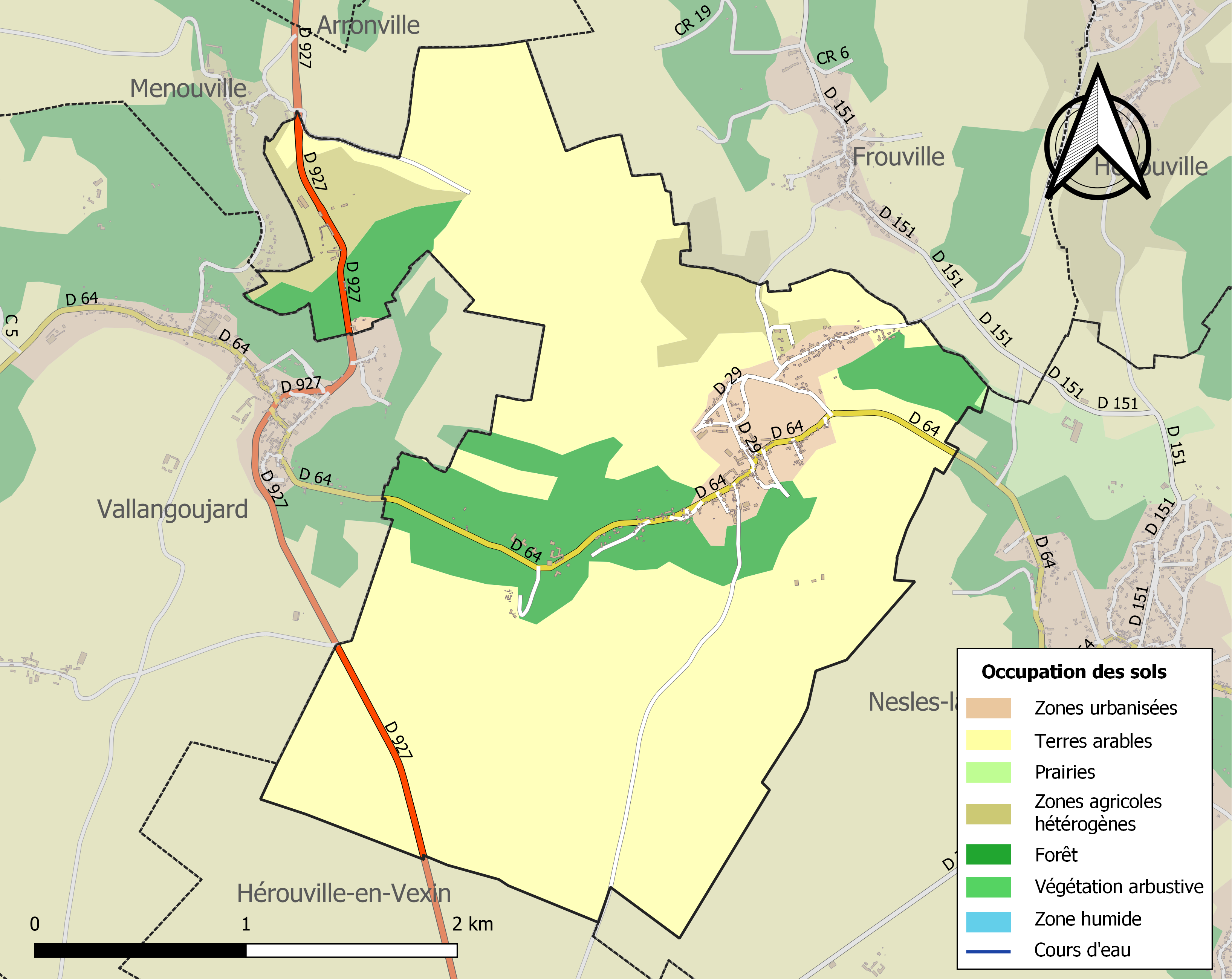
Occupation des sols

### Hydrographie
La commune est drainée par le Sausseron, un affluent de l'Oise et donc un sous-affluent de la Seine.

### Climat
Pour des articles plus généraux, voir Climat de l'Île-de-France et Climat du Val-d'Oise.
En 2010, le climat de la commune est de type climat océanique dégradé des plaines du Centre et du Nord, selon une étude du CNRS s'appuyant sur une série de données couvrant la période 1971-2000. En 2020, Météo-France publie une typologie des climats de la France métropolitaine dans laquelle la commune est exposée à un climat océanique et est dans la région climatique  Sud-ouest du bassin Parisien, caractérisée par une faible pluviométrie, notamment au printemps (120 à 150 mm) et un hiver froid (3,5 °C). 
Pour la période 1971-2000, la température annuelle moyenne est de 11,3 °C, avec une amplitude thermique annuelle de 15 °C. Le cumul annuel moyen de précipitations est de 696 mm, avec 10,2 jours de précipitations en janvier et 7,8 jours en juillet. Pour la période 1991-2020, la température moyenne annuelle observée sur la station météorologique la plus proche, située sur la commune de Pontoise à 10 km à vol d'oiseau, est de 12,5 °C et le cumul annuel moyen de précipitations est de 666,7 mm,. Pour l'avenir, les paramètres climatiques de la commune estimés pour 2050 selon différents scénarios d'émission de gaz à effet de serre sont consultables sur un site dédié publié par Météo-France en novembre 2022.

## Urbanisme

### Typologie
Au 1er janvier 2024, Labbeville est catégorisée commune rurale à habitat dispersé, selon la nouvelle grille communale de densité à sept niveaux définie par l'Insee en 2022.
Elle est située hors unité urbaine. Par ailleurs la commune fait partie de l'aire d'attraction de Paris, dont elle est une commune de la couronne,. Cette aire regroupe 1 929 communes,.

## Toponymie
Le nom de la localité est mentionné sous la forme Labeville en 1249.
Le nom provient du latin abbas, "abbé" et villa (domaine).

## Histoire
Labbeville, Abbatis Villa (maison de l'Abbé), était un prieuré dépendant de l'abbaye du Bec. En 1182, le pape Lucius III confirme à l'abbé du Bec ses droits sur le prieuré de Labbeville, contrairement aux prétentions de l'archevêque de Rouen.
Dans différences pièces authentiques des XIVe, XVe, XVIe et XVIIe siècles, on trouve les orthographes suivantes : l'Abbeville, l'Abeville, Labéville, Labbéville, Labbeville.
Du IXe siècle à la Révolution, la paroisse faisait partie du diocèse de Rouen, du doyenné de Meulan, de l'archidiaconat et du bailliage de Pontoise.
La commune est traversée de 1886 à 1949 par la ligne de chemin de fer secondaire à voie métrique Valmondois - Marines.

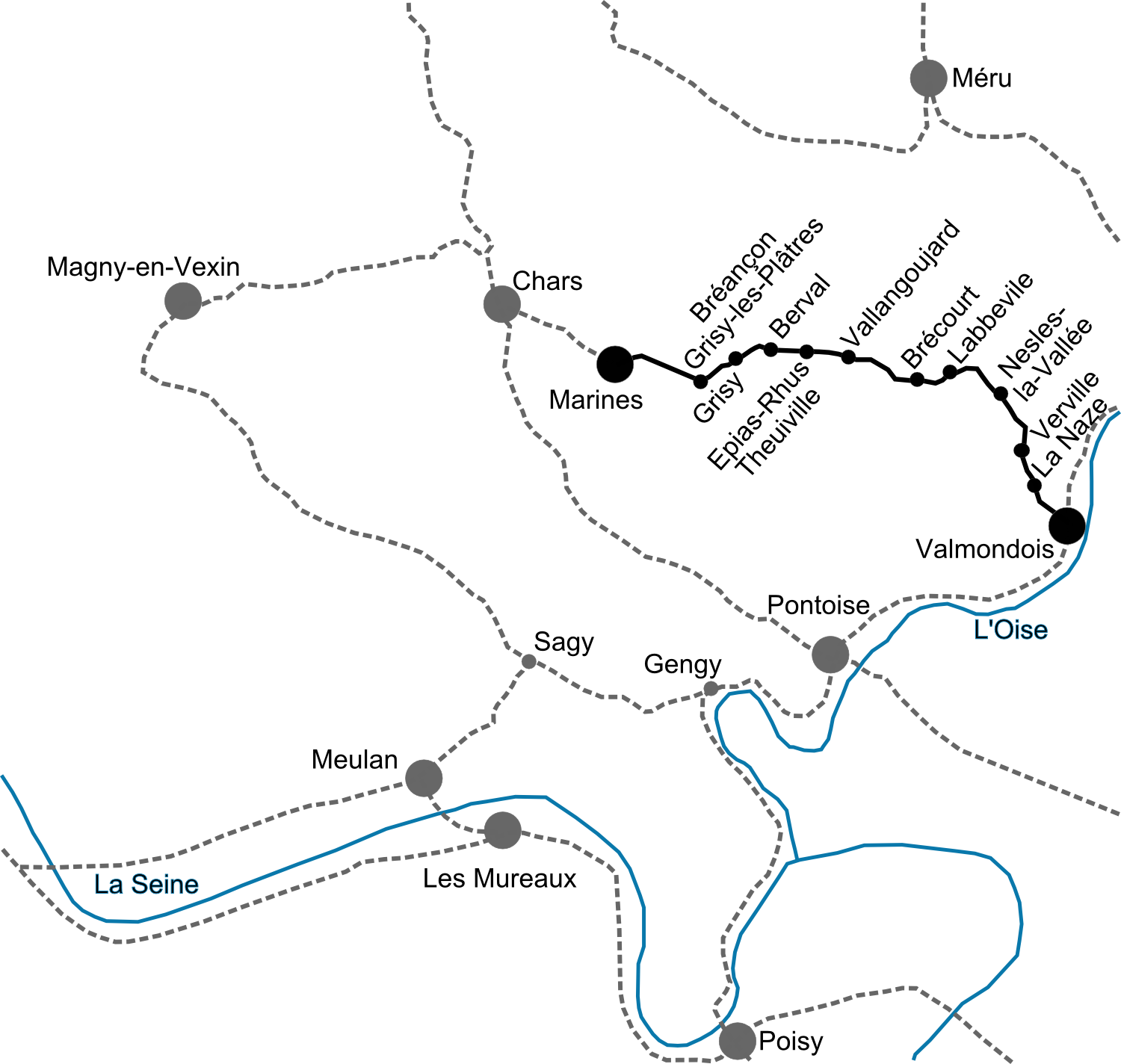
Tracé de la ligne
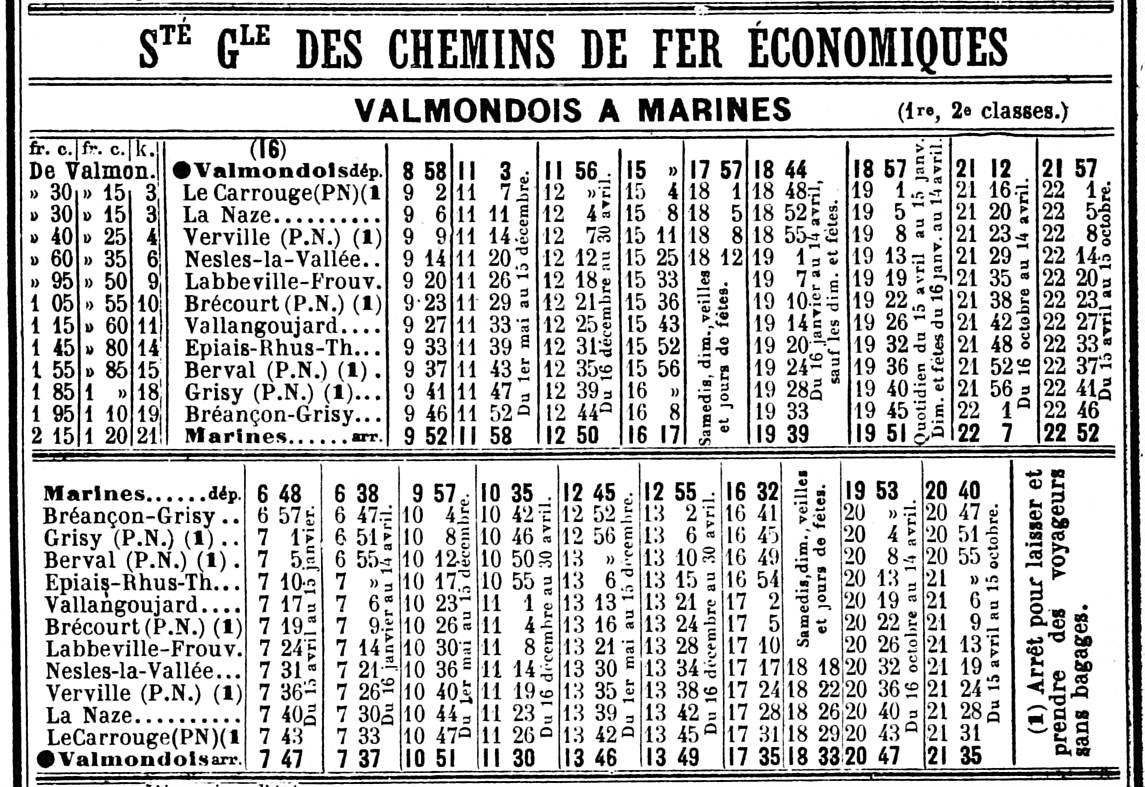
Horaires en mai 1914

Les villes d'Argenteuil, Colombes, et Bezons se sont groupées en 1968 pour acheter un domaine 36 ha boisés avec une immense prairie appelé Plaine de jeux de Vallangoujard qui permet d'organiser des fêtes champêtres, des camps de vacances pour adolescents sous la tente sous forme de patronage laïc, etc.

## Politique et administration

### Rattachements administratifs et électoraux

#### Rattachements administratifs
Antérieurement à la loi du 10 juillet 1964, la commune faisait partie du département de Seine-et-Oise. La réorganisation de la région parisienne en 1964 fit que la commune appartient désormais au département du Val-d'Oise et à son arrondissement de Pontoise après un transfert administratif effectif au 1er janvier 1968.
Elle faisait partie de 1793 à 1976 du canton de L'Isle-Adam, année où elle intègre le canton de la Vallée-du-Sausseron. Dans le cadre du redécoupage cantonal de 2014 en France, cette circonscription administrative territoriale a disparu, et le canton n'est plus qu'une circonscription électorale.

#### Rattachements électoraux
Pour les élections départementales, la commune est membre depuis 2014 du canton de Saint-Ouen-l'Aumône
Pour l'élection des députés, elle fait partie de la première circonscription du Val-d'Oise.

### Intercommunalité
Labbeville est membre fondateur de la communauté de communes Sausseron Impressionnistes, un établissement public de coopération intercommunale (EPCI) à fiscalité propre créé fin 2002 et auquel la commune a transféré un certain nombre de ses compétences, dans les conditions déterminées par le code général des collectivités territoriales.

### Liste des maires
| Période                                  | Période                       | Identité            | Étiquette | Qualité                                                      |
| ---------------------------------------- | ----------------------------- | ------------------- | --------- | ------------------------------------------------------------ |
| Les données manquantes sont à compléter. |                               |                     |           |                                                              |
| mai 2020,                                | En cours (au 2 décembre 2020) | Alain Devillebichot |           | Vice-président de la CC Sausseron Impressionnistes (2020 → ) |
| octobre 2011                             | mai 2020                      | Christian Dumet     |           |                                                              |
| juin 1995                                | octobre 2011                  | Lyne Renard         | DVD       | Démissionnaire                                               |
| Les données manquantes sont à compléter. |                               |                     |           |                                                              |
| mai 1925                                 | ?                             | Alphonse Delastre   |           |                                                              |
| Les données manquantes sont à compléter. |                               |                     |           |                                                              |
| 1894                                     | ?                             | Modeste Delastre    |           |                                                              |
| 1886                                     | 1894                          | Ambroise Rendu      |           | Avocat                                                       |
| 1865                                     | 1886                          | Louis Bourgeois     |           |                                                              |
| 1849                                     | 1865                          | Victor Gorelle      |           |                                                              |
| 1846                                     | 1849                          | Caffin              |           |                                                              |
| 1826                                     | 1846                          | Ambroise Rendu      |           | Conseiller de l'Université                                   |
| 1815                                     | 1826                          | Léger               |           |                                                              |
| 1797                                     | 1815                          | Chardin             |           |                                                              |
| An III                                   | 1797                          | Simon Fessard       |           |                                                              |

## Population et société

### Démographie
L'évolution du nombre d'habitants est connue à travers les recensements de la population effectués dans la commune depuis 1793. Pour les communes de moins de 10 000 habitants, une enquête de recensement portant sur toute la population est réalisée tous les cinq ans, les populations de référence des années intermédiaires étant quant à elles estimées par interpolation ou extrapolation. Pour la commune, le premier recensement exhaustif entrant dans le cadre du nouveau dispositif a été réalisé en 2004.

En 2022, la commune comptait 641 habitants, en évolution de +3,89 % par rapport à 2016 (Val-d'Oise : +4 %, France hors Mayotte : +2,11 %).
| 1793 | 1800 | 1806 | 1821 | 1831 | 1836 | 1841 | 1846 | 1851 |
| ---- | ---- | ---- | ---- | ---- | ---- | ---- | ---- | ---- |
| 336  | 350  | 315  | 299  | 323  | 355  | 346  | 343  | 316  |

| 1856 | 1861 | 1866 | 1872 | 1876 | 1881 | 1886 | 1891 | 1896 |
| ---- | ---- | ---- | ---- | ---- | ---- | ---- | ---- | ---- |
| 292  | 302  | 331  | 312  | 312  | 349  | 337  | 349  | 317  |

| 1901 | 1906 | 1911 | 1921 | 1926 | 1931 | 1936 | 1946 | 1954 |
| ---- | ---- | ---- | ---- | ---- | ---- | ---- | ---- | ---- |
| 314  | 286  | 372  | 373  | 378  | 369  | 337  | 334  | 452  |

| 1962 | 1968 | 1975 | 1982 | 1990 | 1999 | 2004 | 2006 | 2009 |
| ---- | ---- | ---- | ---- | ---- | ---- | ---- | ---- | ---- |
| 522  | 514  | 512  | 466  | 431  | 489  | 510  | 505  | 567  |

| 2014 | 2019 | 2022 | - | - | - | - | - | - |
| ---- | ---- | ---- | - | - | - | - | - | - |
| 606  | 643  | 641  | - | - | - | - | - | - |

### Enseignement
Les enfants de la commune sont scolarisés au sein d'un regroupement pédagogique intercommunal (RPI) qui rassemble les communes de Labbeville, Frouville et Hédouville.

## Personnalités
- Pierre Riel de Beurnonville (1752-1821), propriétaire du château de La Chapelle.
- Étienne Martin de Beurnonville (1789-1876) est décédé au château de La Chapelle.
- Didier Kaminka (1943-2024), réalisateur, acteur, dialoguiste et scénariste français y vivait et y est mort[26].

## Culture locale et patrimoine

### Lieux et monuments
Labbeville compte deux monuments historiques sur so:n territoire
- Église Saint-Martin (inscrite monument historique en 1926[27]) : 
Elle se compose d'une nef recouverte d'une remarquable charpente lambrissée du XVIe siècle ; d'un bas-côté nord muni d'une fausse voûte en berceau ; et de cinq travées orientales voûtées d'ogives, réparties sur deux vaisseaux. 
L'église est attestée pour la première fois en 1066. 
Le plan de la nef primitivement dépourvue de bas-côtés pourrait remonter à cette époque. Sinon, l'église actuelle est surtout le résultat de plusieurs campagnes de construction rapprochés à la fin de la période romane et au début de la période gothique, autour du milieu du XIIe siècle. Dans un premier temps, la nef est munie de bas-côtés, et le transept est rebâti. Seul le bas-côté nord subsiste depuis l'incendie de 1821, et le croisillon nord a été remanié quelques décennies après sa construction lors de l'adjonction de la chapelle de la Vierge à l'est. 
La croisée du transept a perdu son caractère roman ou gothique primitif lors du remaniement des supports de la voûte après la guerre de Cent Ans. Mieux conservée est la dernière travée du chœur, qui fut ajoutée à la même époque que la chapelle de la Vierge, comme le montrent ses chapiteaux romans, et la corniche et les contreforts du chevet, également romans. Au XIIIe siècle, le chevet est pourvu d'une vaste fenêtre au réseau rayonnant, et la façade occidentale reçoit une grande rosace et un nouveau portail. Celui-ci est mutilé par une restauration néo-classique, et abrité sous un porche de 1811. 
Le clocher latéral date seulement de 1862, et remplace le clocher roman bâti au-dessus du croisillon sud, détruits par l'incendie de 1821. Des constructions annexes cachent les élévations latérales du chœur, et pour cette raison et les divers remaniements effectués au fil des siècles, le caractère roman de l'édifice n'est plus guère visible à l'extérieur de l'édifice[28],[29].

L'église Saint-Martin
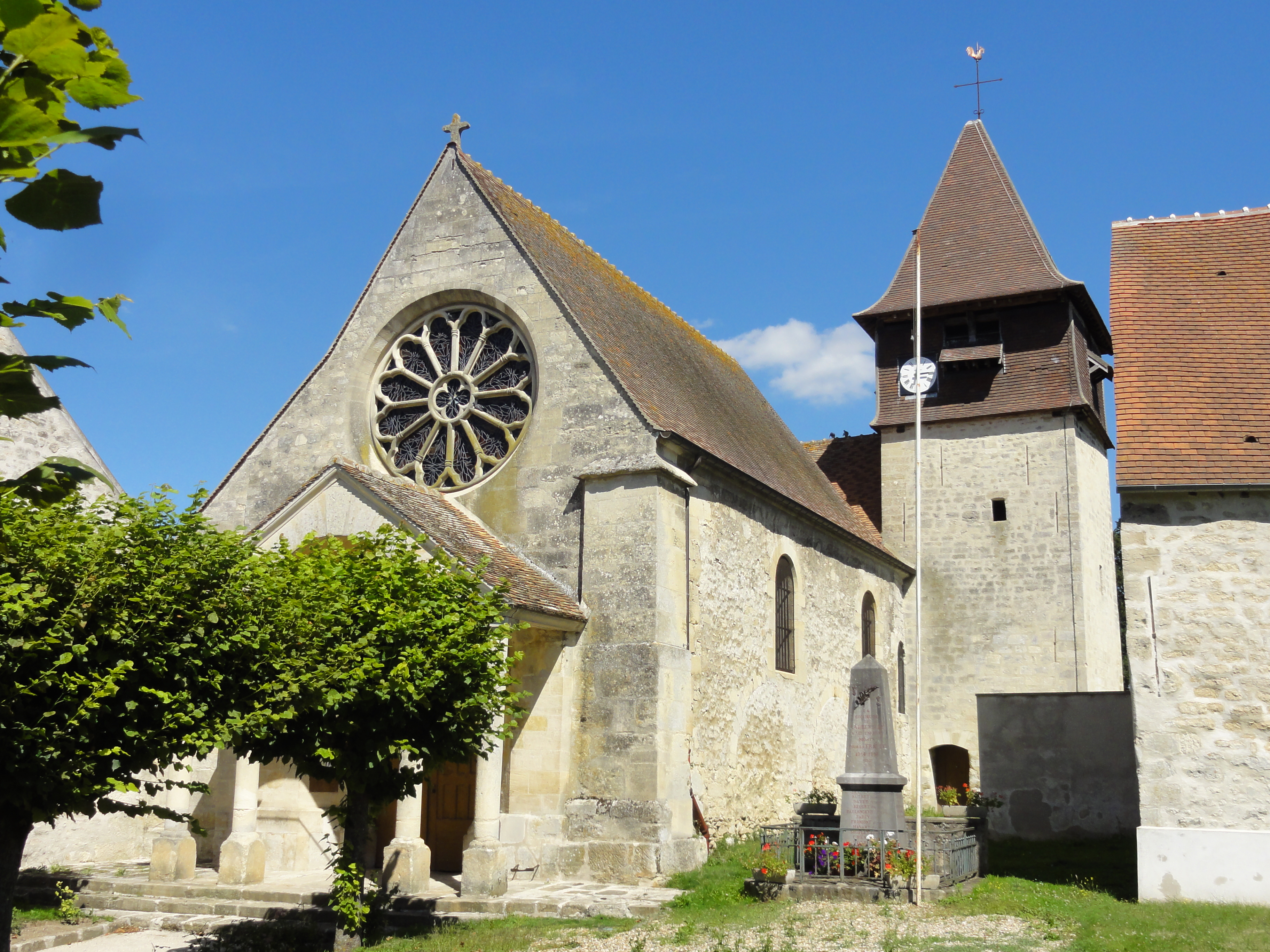
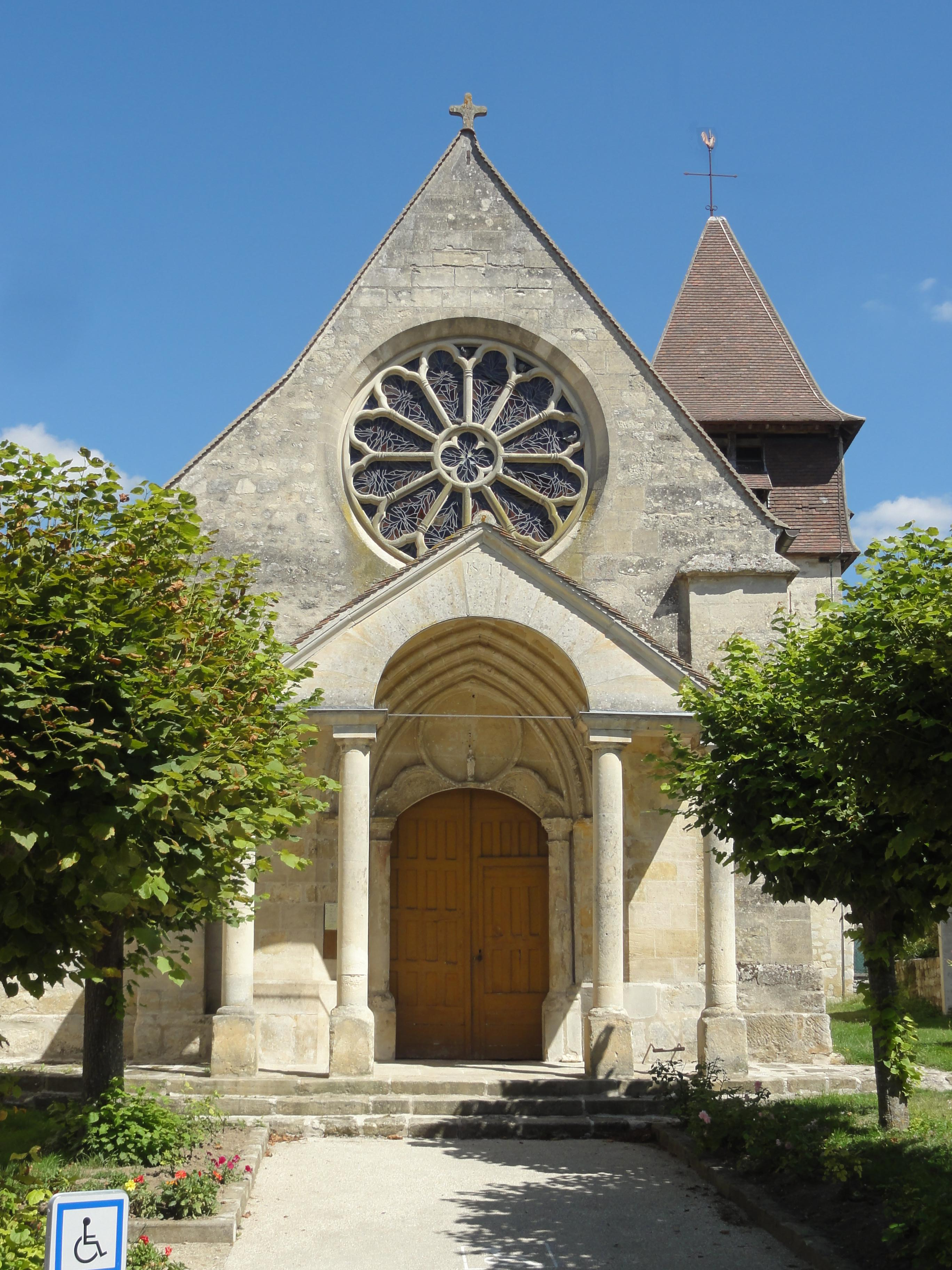
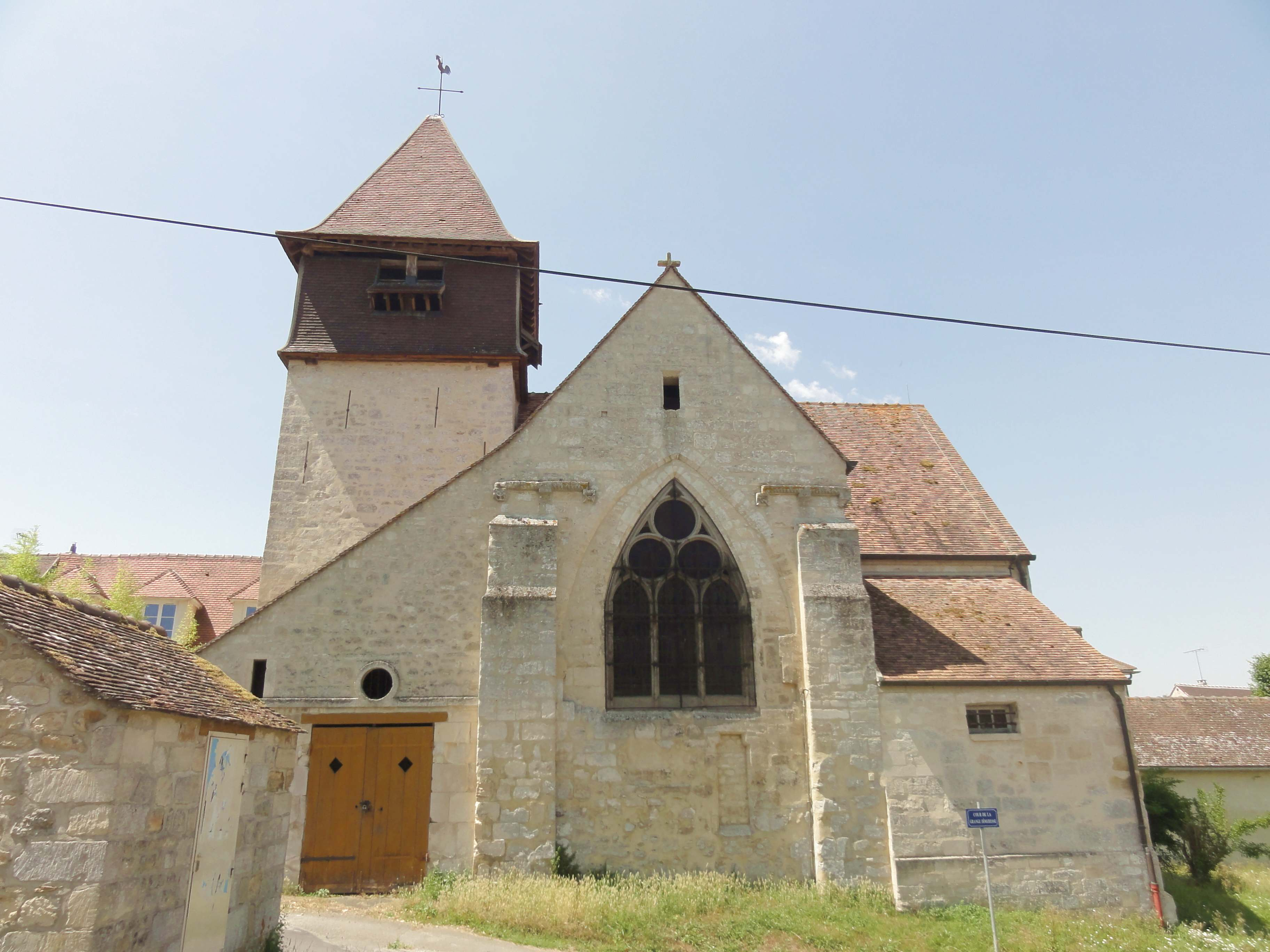
Le chevet
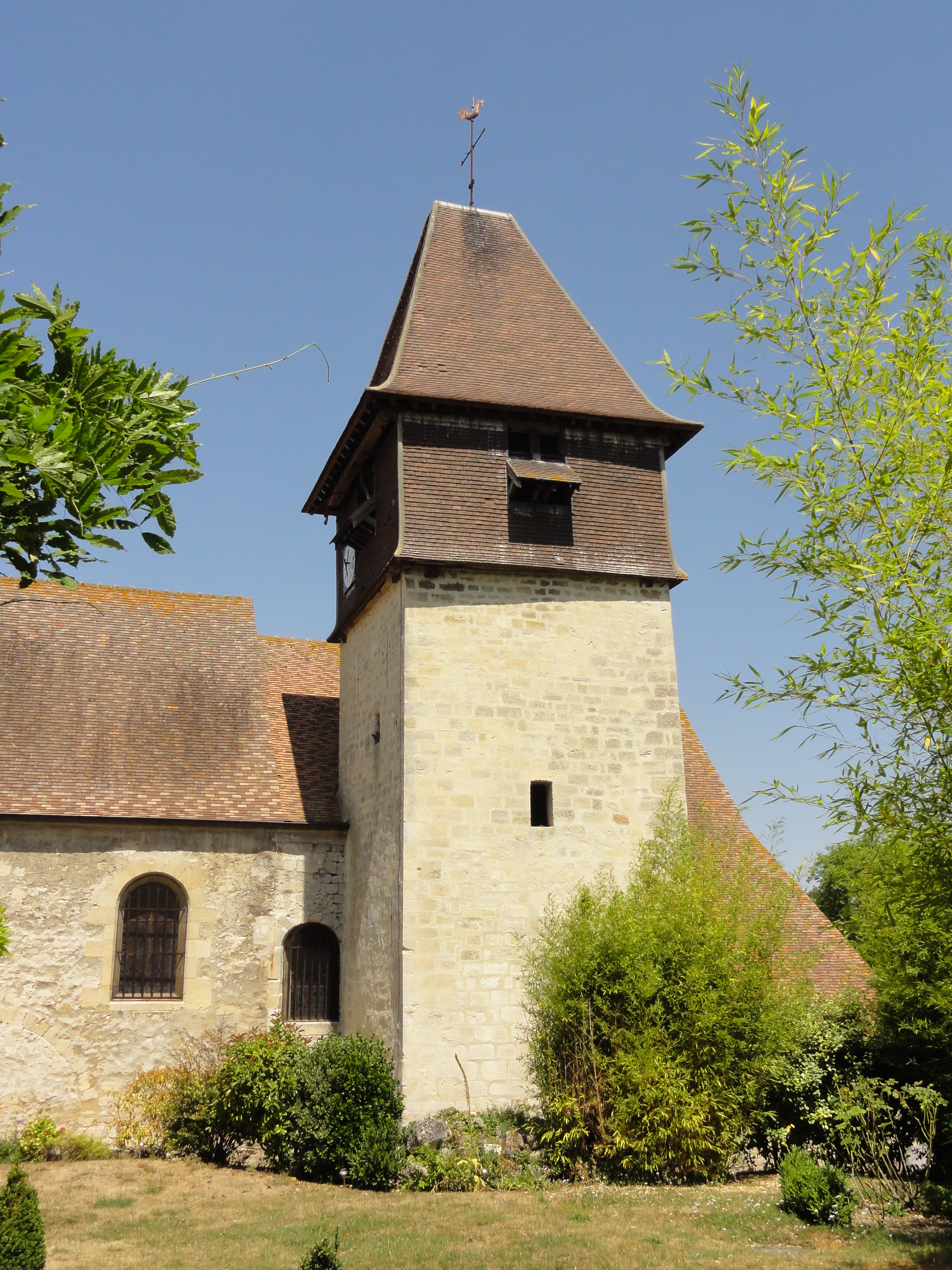
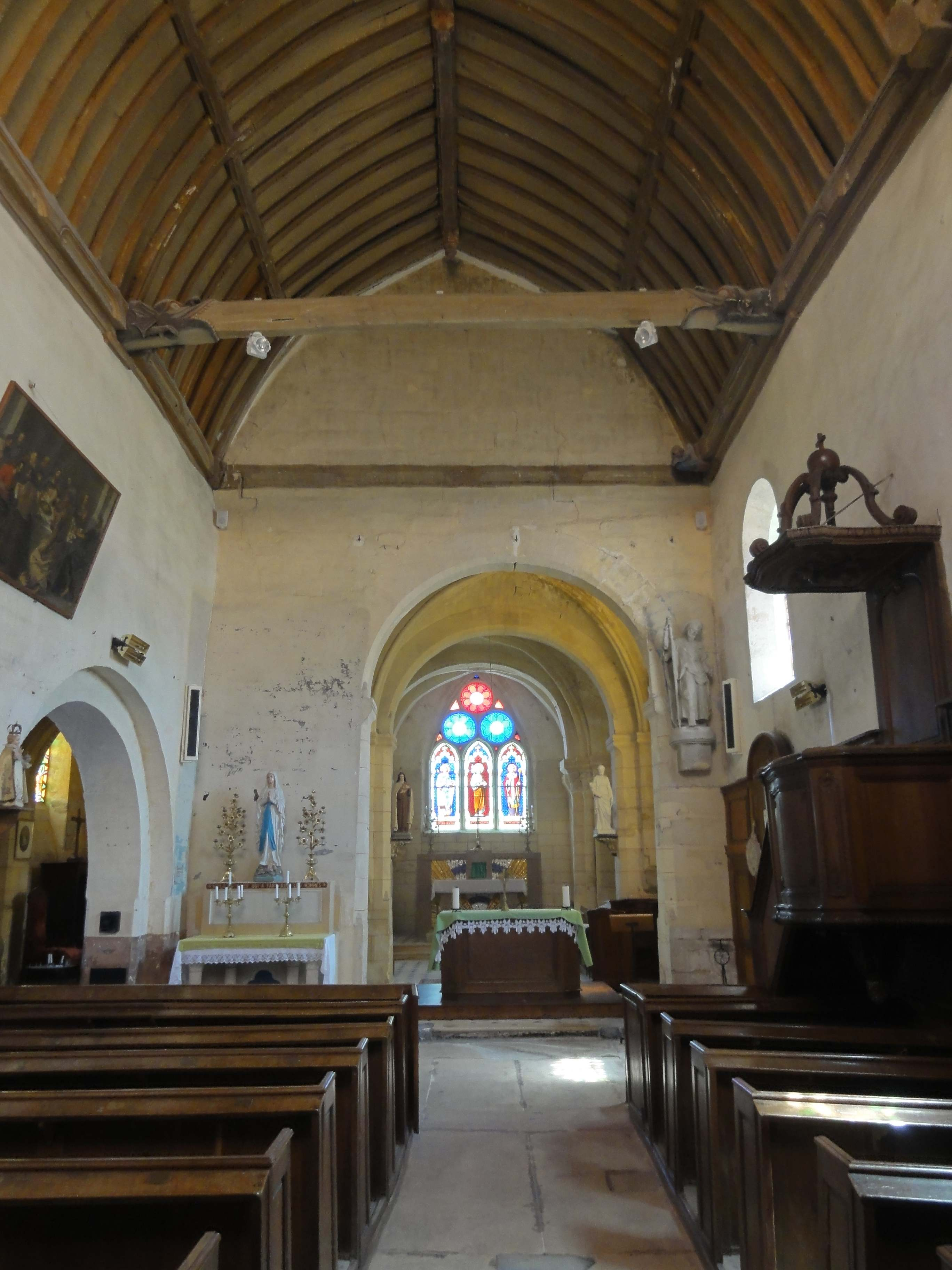
La nef
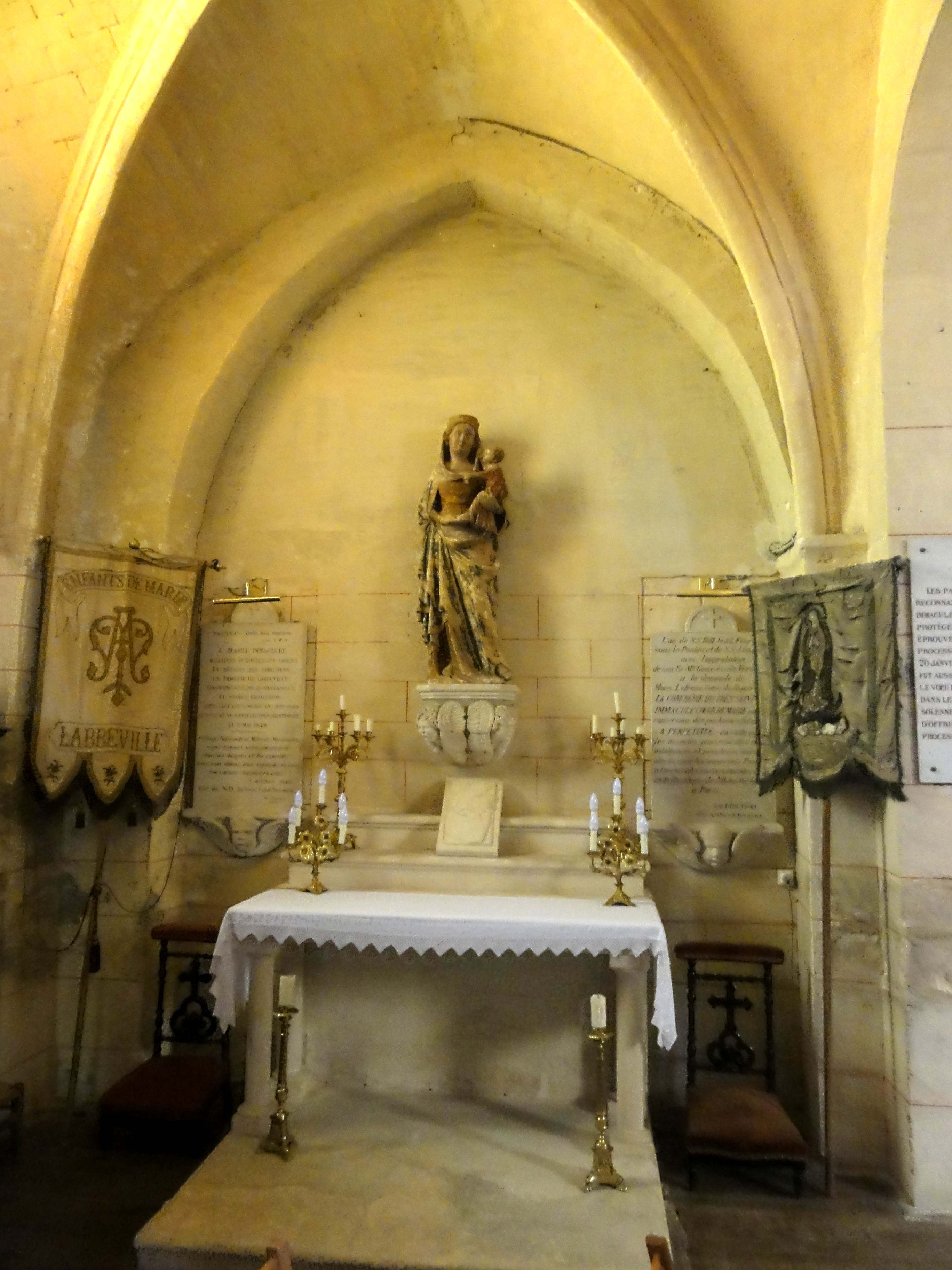
Chapelle de la Vierge

- Château de Labbeville de style Louis XIII, rue du Moulin / rue du Château (inscrit monument historique en 1981, avec pont, portail, ferme et colombier[30]) : 
Geoffroy Lhuillier, fils de Jean Lhuillier, prévôt des marchands de Paris, s'est fait construire ce château sur le fief de Tourly au début du XVIIe siècle. Du fait de l'existence du château de Brécourt, il n'est toutefois appelé château qu'après la démolition de ce dernier. 
L'édifice se compose d'un corps principal d'habitation de sept travées, avec un étage et de haut combles, et de deux pavillons latéraux d'un étage également. Les façades en pierre de taille sont soignées mais sobres, avec deux bandeaux horizontaux en dessous des lignes des fenêtres comme seule ornementation. Les fenêtres rectangulaires sont de dimensions généreuses. Le mur de clôture du domaine ne permet pas de voir le château depuis la rue, ni le colombier rond du XVIIe siècle et la grange dîmière au sud du parterre du parc. La grange est établie sur un terrain marécageux et possède de ce fait un nombre important de contreforts et un rez-de-chaussée voûté[31].

Le château de Labbéville
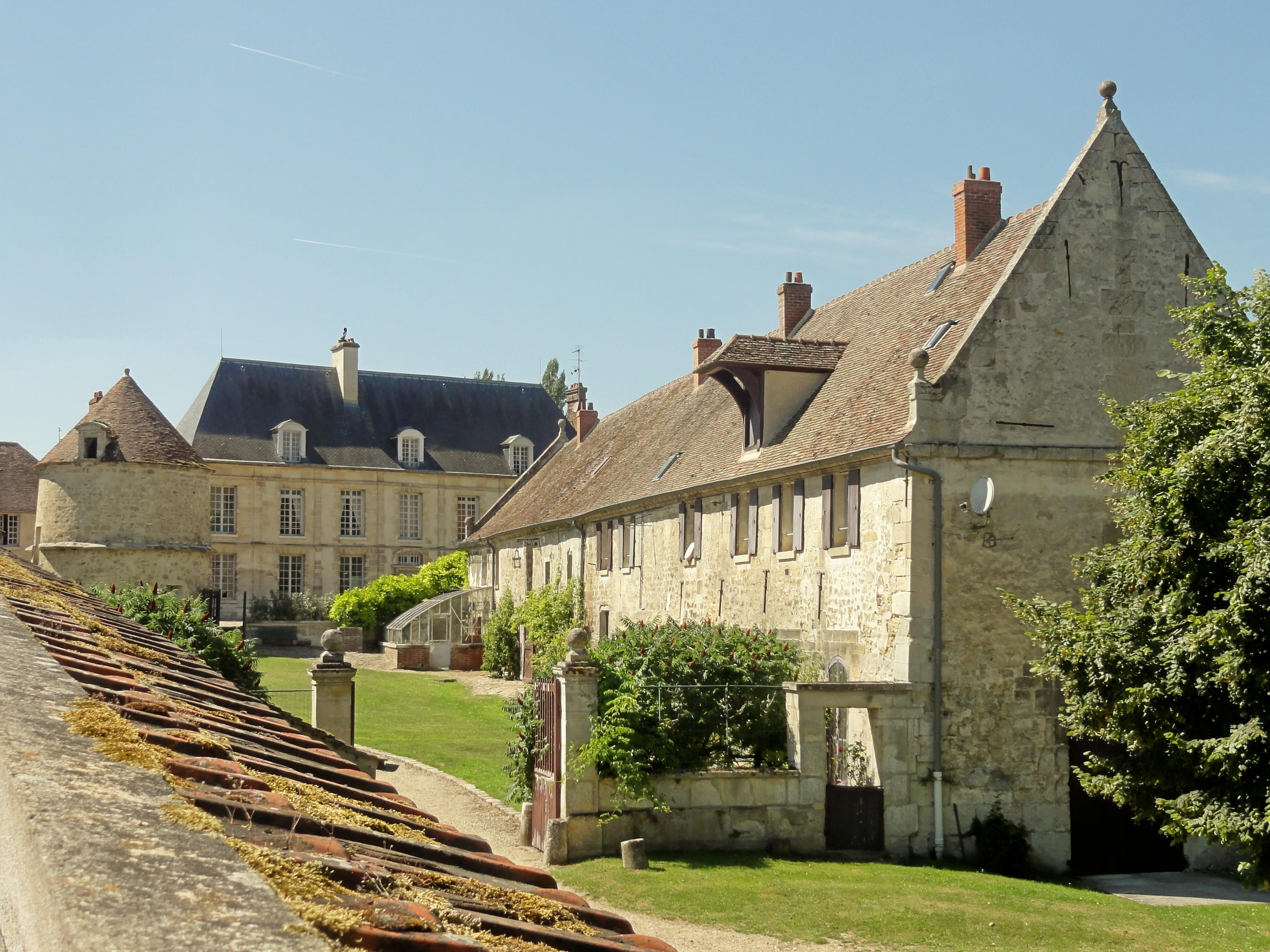
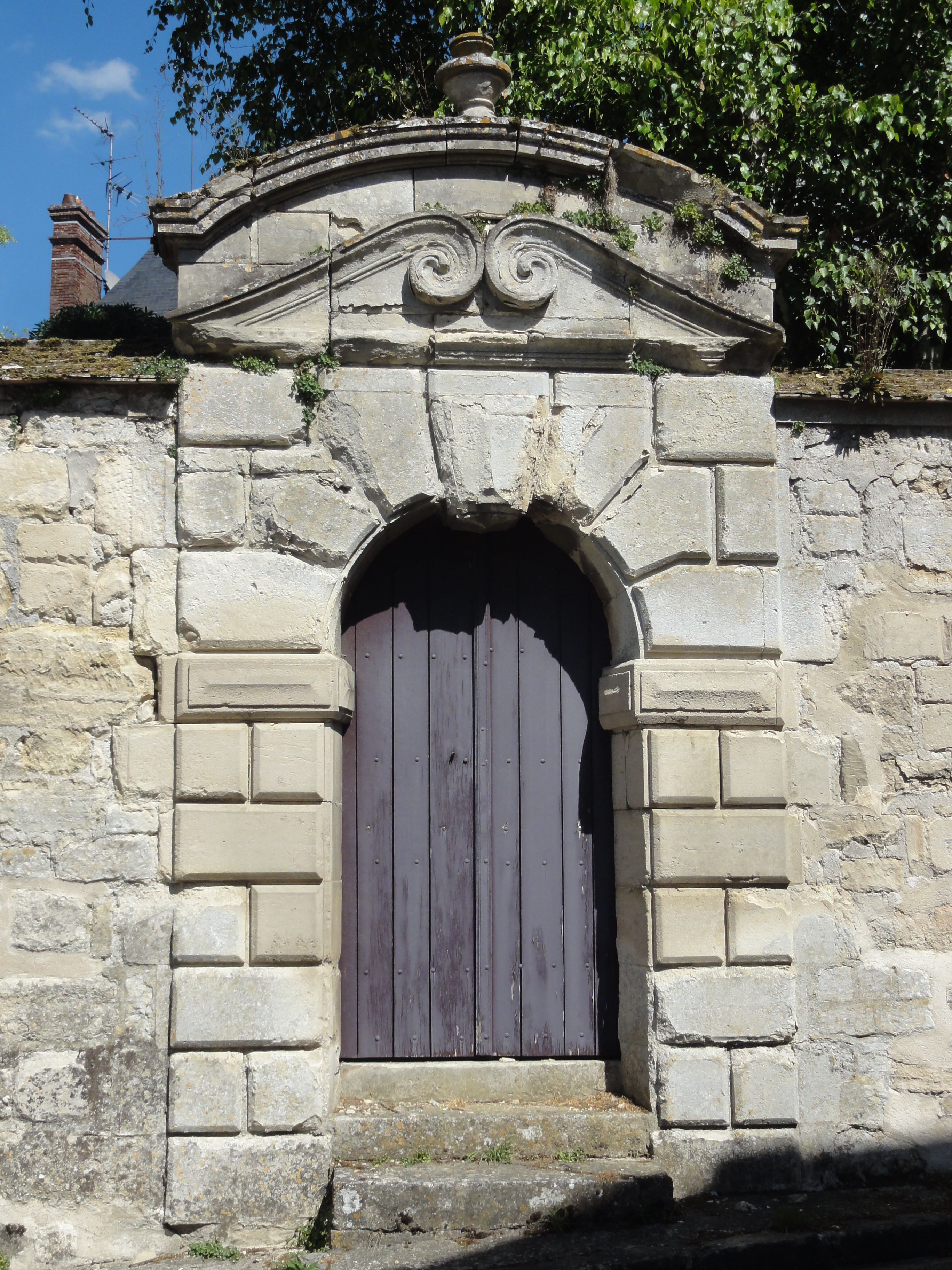
Portail ouest, rue du Moulin.
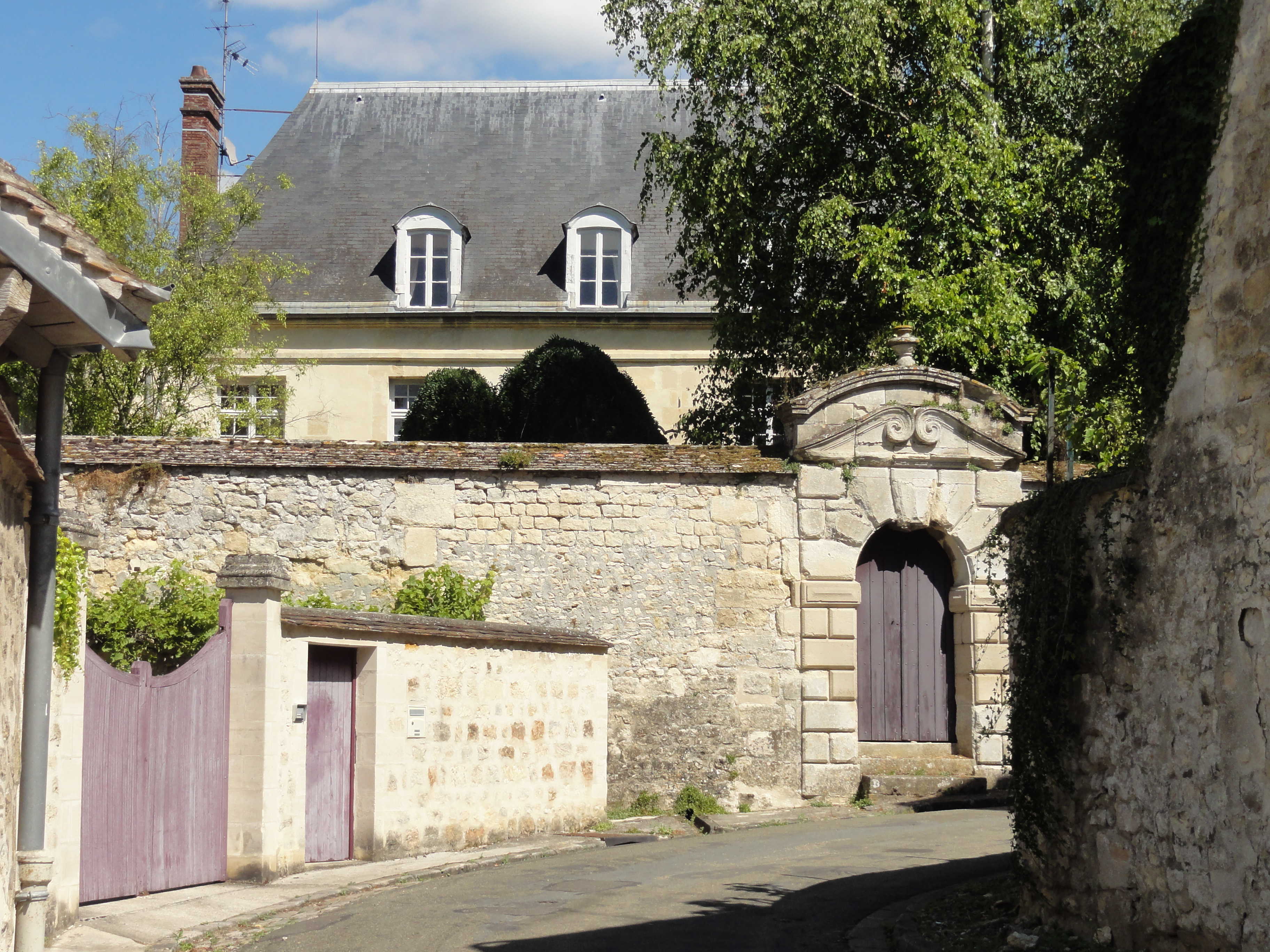
Portail, rue du Château.

On peut également signaler :
- Moulin de Labbeville, rue de la Bauve : Il date du XVIIIe siècle et était le moulin à eau le plus performant de la vallée du Sausseron grâce à une roue à aubes de grand diamètre et une hauteur de chute de l'eau 3 m, obtenue par une déviation du Sausseron par le parc du château, à l'ouest du village. Le moulin a été transformé en usine métallurgique en 1906, puis converti en habitation[32].
- Vieux puits public, Grande-Rue : Ce puits ancien a été partiellement reconstruit au XIXe siècle et doté d'un édicule cylindrique en briques. Du fait de sa situation à proximité immédiate de la route, le puits est protégé par des chasses-roue sous la forme de blocs de pierre de différente taille[33].
- Lavoir couvert sur la déviation du Sausseron, rue de l'Ancienne gare : Le toit en appentis de ce lavoir s'appuie de deux côtés sur les murs de la ferme Mayel, si bien qu'un seul mur n'a dû être construit pour le lavoir[34].
- Lavoir du Petit-Biard sur la déviation du Sausseron, rue de l'Abreuvoir : Il comporte un petit édicule en moellons et un toit en appentis. Lors de sa restauration en 1979, le pilier central en bois de la charpente a été remplacé par un pilier en béton, et le toit a été couvert de tuiles mécaniques neuves[35].
- Château de Brécourt et sa chapelle, au hameau du même nom près de la RD 64 vers Vallangoujard : 
Le château de la famille de Mornay datant de l'Ancien Régime est démoli en 1793, et la maison construite par la famille Rendu, propriétaires depuis un siècle, a été détruite par un incendie en 1905. 
Le château actuel n'est qu'une villa bourgeoise dans le style régional du début du XXe siècle, avec un mélange de matériaux et large emploi de la meulière, ainsi que d'éléments de charpente apparents et un toit aux multiples volumes. 
Après la Première Guerre mondiale, le domaine appartient à un colon revenu d'Afrique, M. Gazinquel, qui y installe un élevage d'autruches. La chapelle leur sert d'écurie, mais est rendu au culte en 1930. Après la Libération de la France, le château et son domaine sont confisqués et accueillent ensuite une maison de correction pour jeunes délinquants, dit la prison sans barreaux. 
C'est depuis 1997  la propriété de la fondation Saint-Jean qui y accueille une « maison d'enfants à caractère social » sur un site de 18 ha comportant le manoir après avoir restauré l'ensemble[32],[25].

- Château de La Chapelle, en écart, sur la RD 927 au nord de Vallangoujard : Le domaine a été acquis sous le Premier Empire par le général Pierre Riel de Beurnonville, mais le château est  entièrement reconstruit par son neveu Martin Étienne avant 1876, année de sa mort. Les communs du XVIIIe siècle ont été maintenus mais remaniés à la même période. 
Le château proprement dit comporte deux étages avec un toit plat, entouré de balustrades. Les fenêtres du premier étage sont ornés par de petits frontons tantôt triangulaires, tantôt en arc de cercle. Les deux façades latérales possèdent un balcon en saillie au premier étage également, et une tourelle précède la façade sur la cour. Sinon, les façades sont sobres et orné uniquement de bossages simples en imitation de pierres de taille. Une terrasse à balustrades précède le château côté parc et équilibre le dénivelé du terrain[36],[32]. 
Dans les années 1900, le château est habité par la cantatrice italienne Lina Cavalieri qui y séjourne durant l'été accompagné de son pianiste Lucien Muratore. Puis, à partir des années 1955 jusque dans les années 1990, le château a servi de maison de repos pour les habitants de la commune de Levallois-Perret. Il a ensuite est alors vendu par la commune de Levallois-Perret et divisé en lots d'habitations.
- Allée couverte de la Chapelle, près du château du même nom : Elle a été fouillée de manière peu rigoureuse au début du XXe siècle et restaurée en 1996. Il s'agit d'une sépulture collective pour trente à cinquante corps de la culture Seine-Oise-Marne, remontant à la fin du néolithique[32].

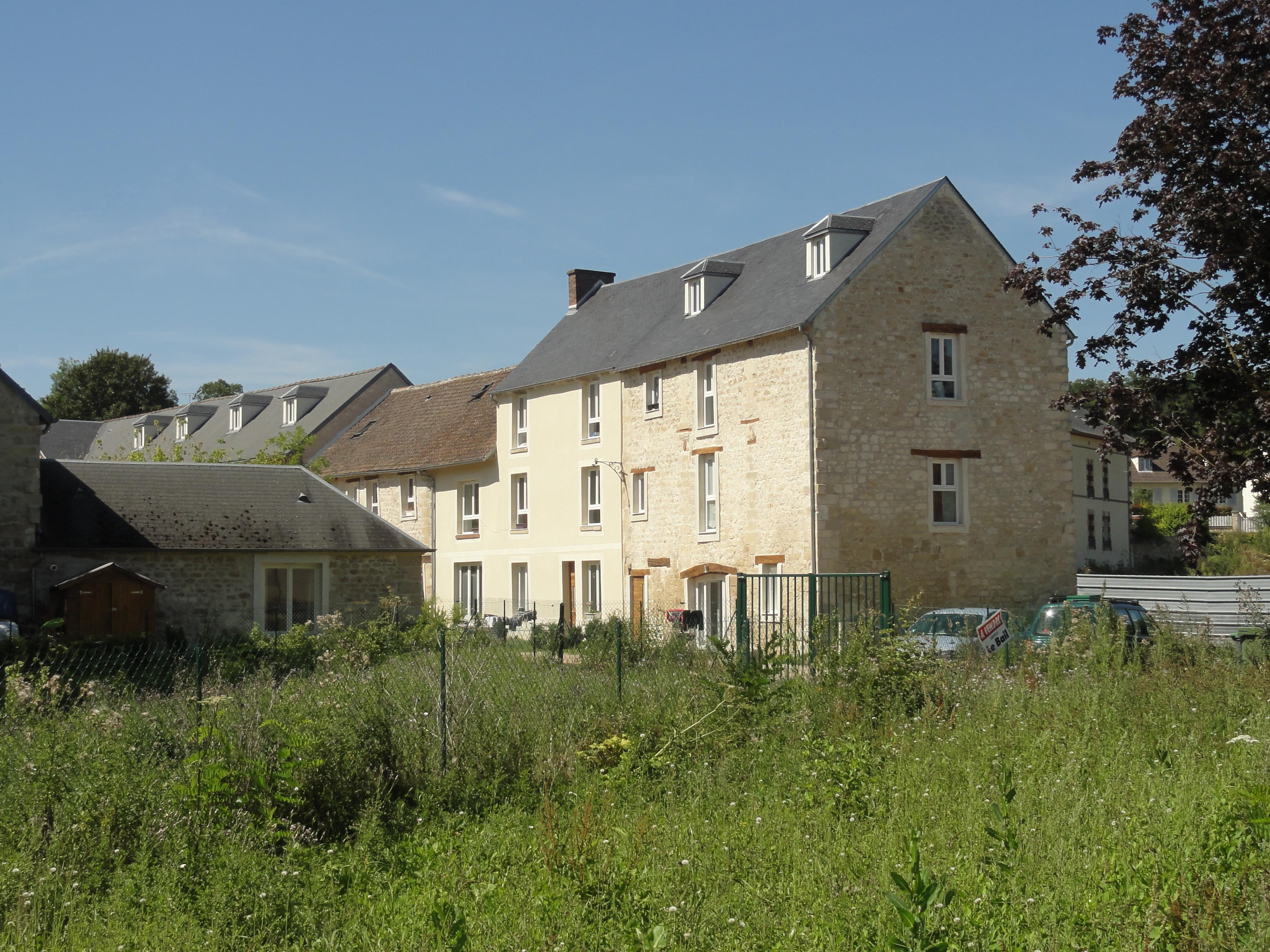
Ancien moulin de Labbeville.
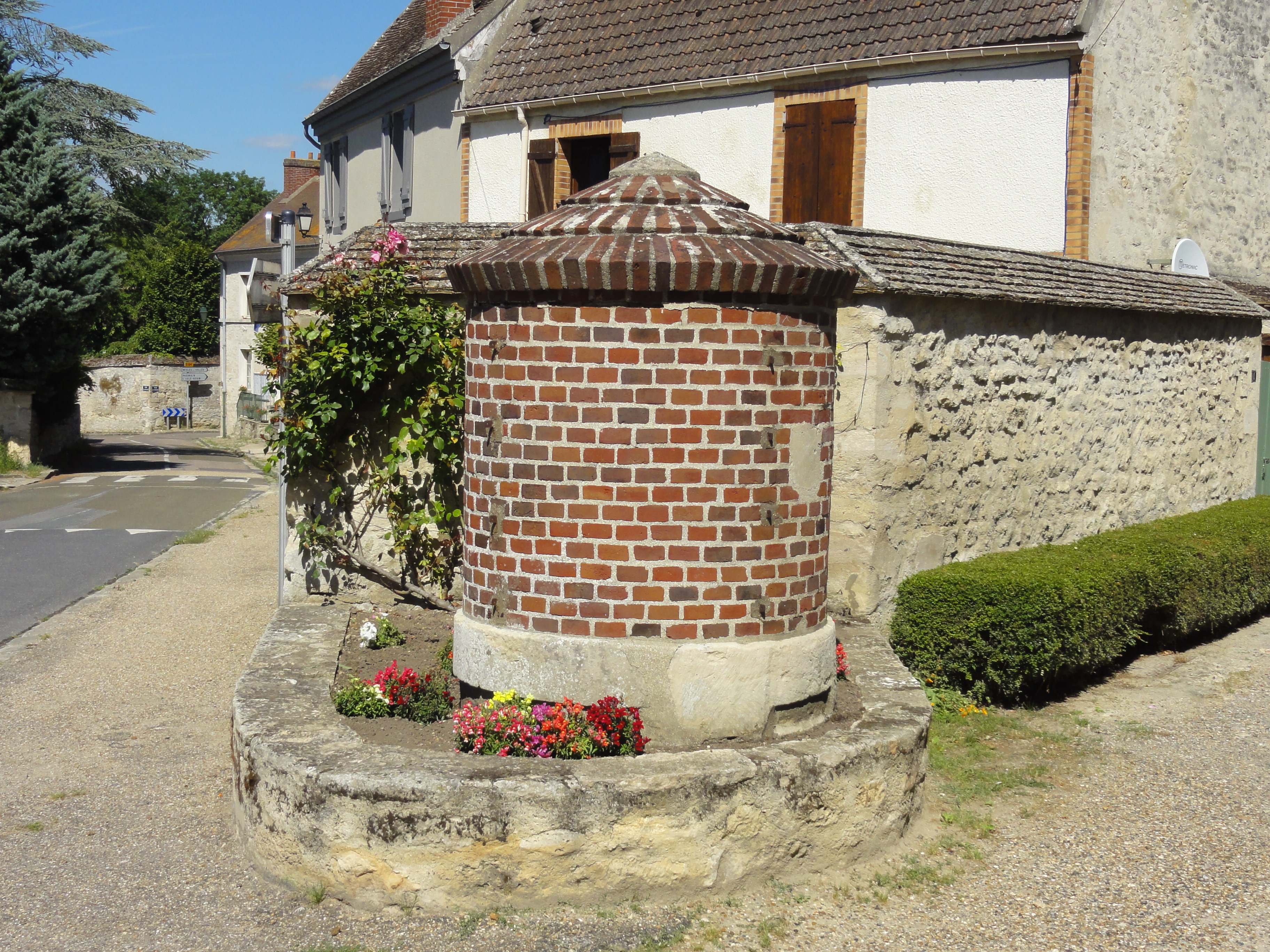
Vieux puits, Grande-rue.
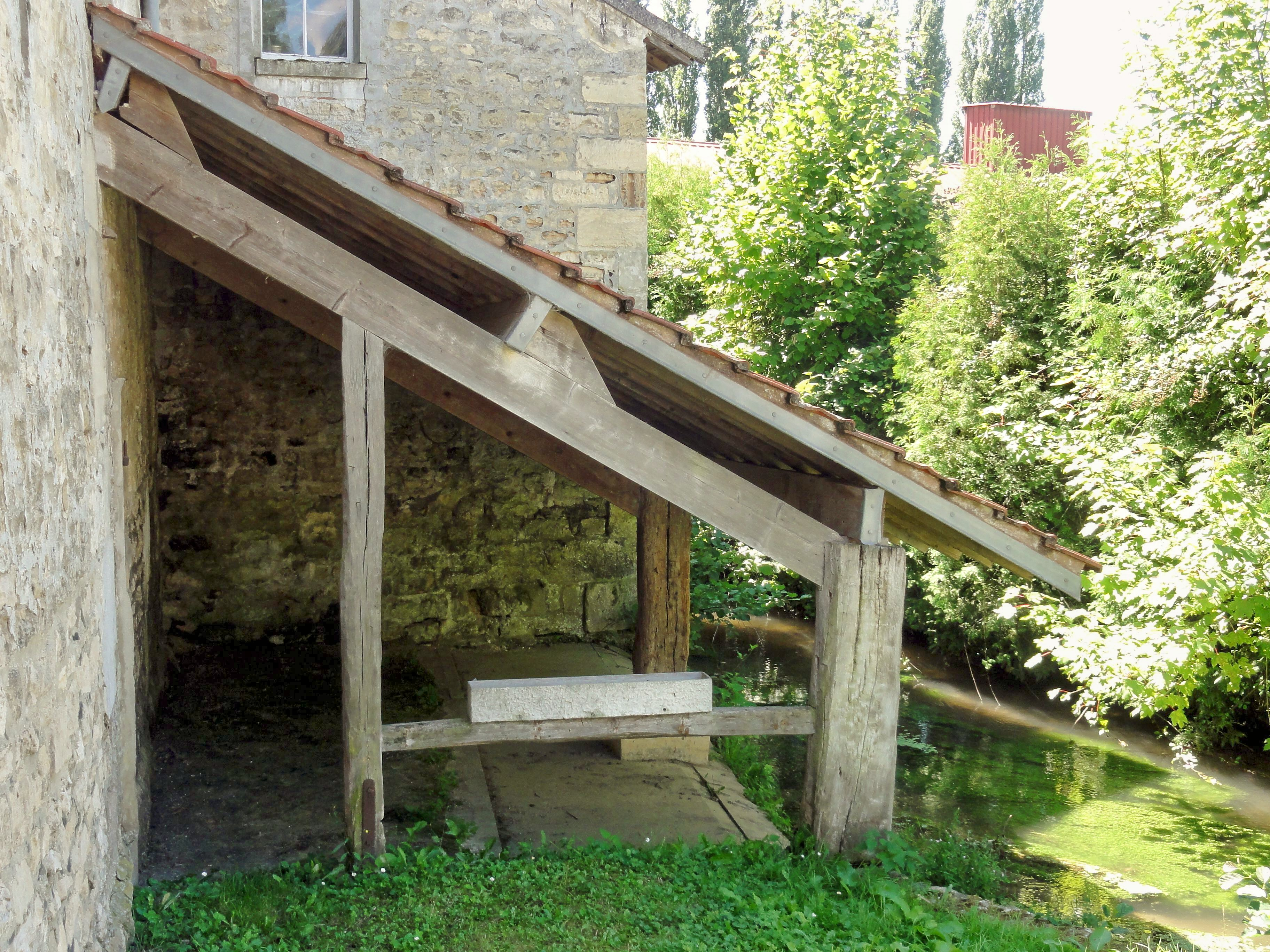
Lavoir, rue du Moulin.
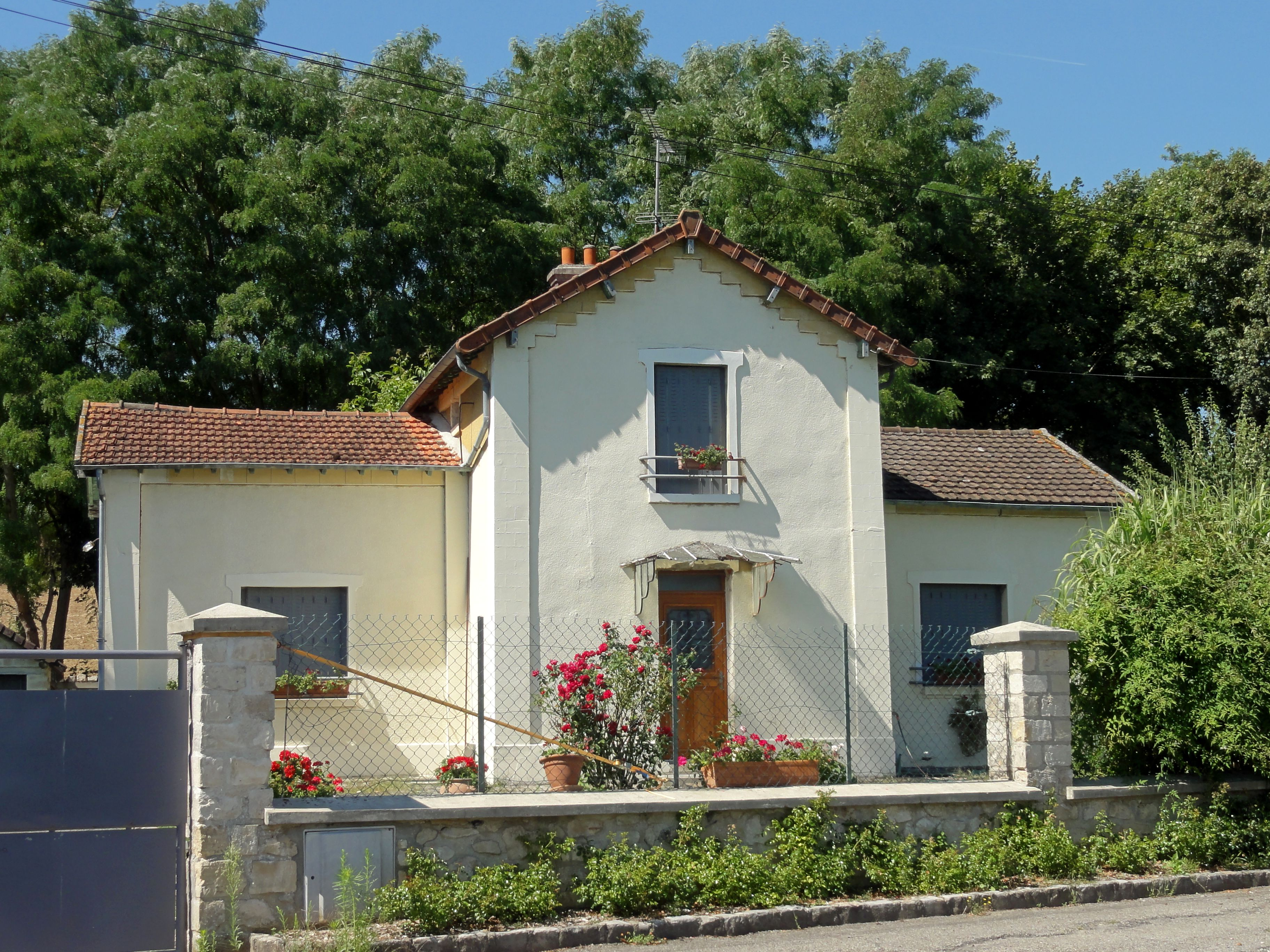
L'ancienne gare devenue maison d'habitation
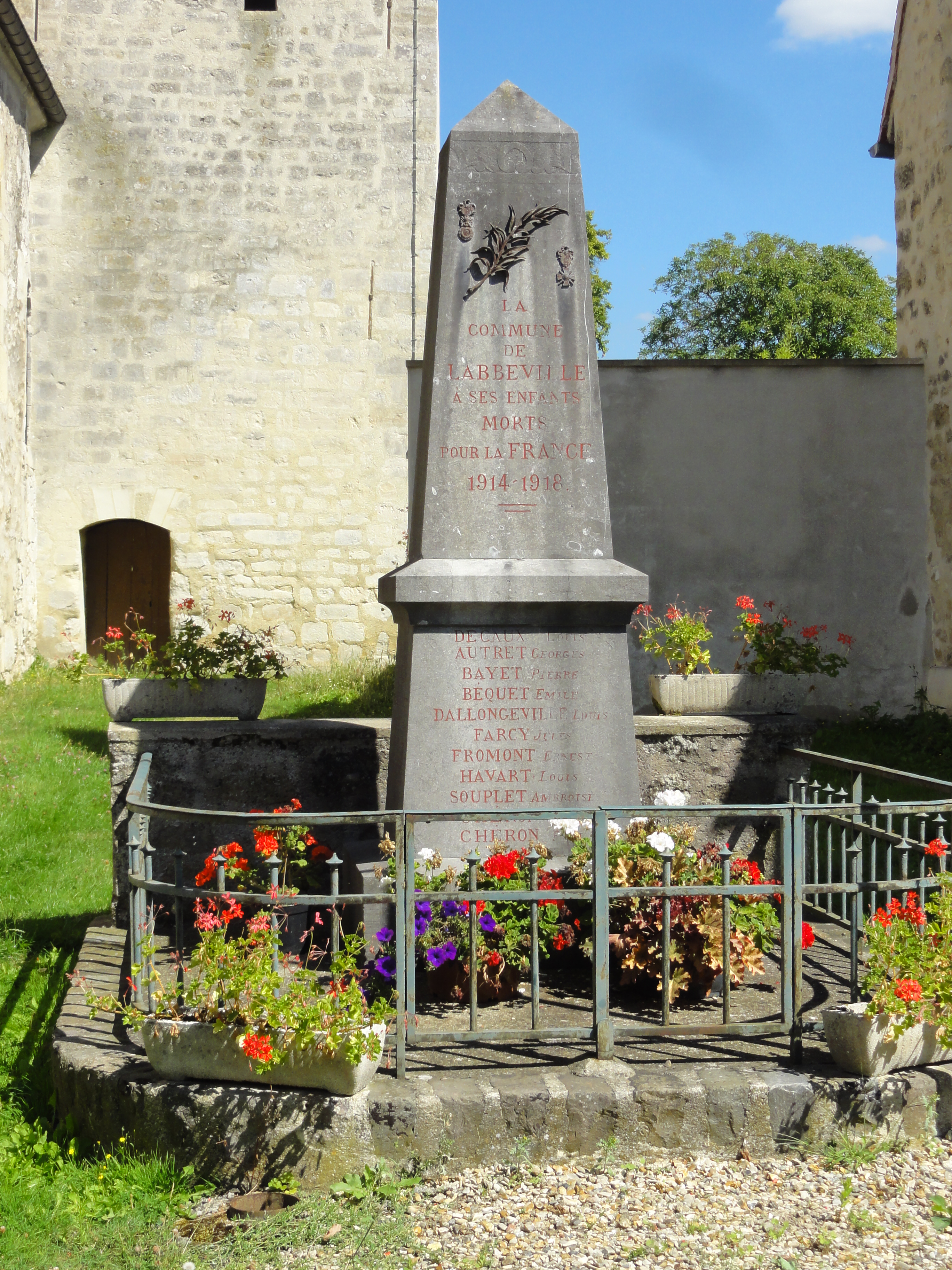
Monument aux morts.

### Héraldique
| Blason de Labbeville | Blason  | De gueules à l'épée d'argent renversée posée en barre partageant un manteau d'or, adextrée d'un crosseron du même, le tout surmonté d'un lambel d'hermine. |
| Blason de Labbeville | Détails | Le statut officiel du blason reste à déterminer. |